# Campionati svizzeri di sci alpino 2016
I Campionati svizzeri di sci alpino 2016 si sono svolti a Davos, Haute-Nendaz, Veysonnaz e Zinal dal 21 marzo al 15 aprile. Il programma ha incluso gare di discesa libera, supergigante, slalom gigante, slalom speciale, combinata e slalom parallelo, tutte sia maschili sia femminili; le gare di slalom parallelo sono state tuttavia annullate.
Oltre agli sciatori svizzeri, hanno potuto concorrere al titolo anche gli sciatori di nazionalità liechtensteinese, mentre gli atleti delle altre federazioni, pur prendendo parte alle competizioni, potevano ottenere solo prestazioni valide ai fini del punteggio FIS.

## Risultati

### Uomini

#### Discesa libera
| Pos. | Atleta             | Nazione  | Tempo   |
| ---- | ------------------ | -------- | ------- |
| 1    | Niels Hintermann   | Svizzera | 1:26,33 |
| 2    | Fernando Schmed    | Svizzera | 1:26,69 |
| 3    | Gian Luca Barandun | Svizzera | 1:26,95 |
| 4    | Thomas Tumler      | Svizzera | 1:27,04 |
| 5    | Marco Odermatt     | Svizzera | 1:27,49 |
| 6    | Ralph Weber        | Svizzera | 1:27,50 |
| 6    | Ramon Zürcher      | Svizzera | 1:27,50 |
| 8    | Loïc Meillard      | Svizzera | 1:27,55 |
| 9    | Amaury Genoud      | Svizzera | 1:27,64 |
| 10   | Gino Caviezel      | Svizzera | 1:27,80 |

Data: 4 aprile

Località: Veysonnaz

Ore: 8.30 (UTC+1)

Pista: 

Partenza: 2 290 m s.l.m.

Arrivo: 1 690 m s.l.m.

Dislivello: 600 m

Tracciatore: Bertrand Dubuis

#### Supergigante
| Pos. | Atleta              | Nazione  | Tempo   |
| ---- | ------------------- | -------- | ------- |
| 1    | Niels Hintermann    | Svizzera | 1:06,17 |
| 2    | Marco Odermatt      | Svizzera | 1:06,40 |
| 3    | Fernando Schmed     | Svizzera | 1:06,63 |
| 4    | Ian Gut             | Svizzera | 1:06,66 |
| 5    | Stefan Rogentin     | Svizzera | 1:06,81 |
| 6    | Loïc Meillard       | Svizzera | 1:06,85 |
| 7    | Marc Gehrig         | Svizzera | 1:06,87 |
| 8    | Justin Murisier     | Svizzera | 1:06,88 |
| 9    | Luca De Aliprandini | Italia   | 1:06,91 |
| 10   | Nicolò Cerbo        | Italia   | 1:06,96 |

Data: 12 aprile

Località: Davos

Ore: 8.30 (UTC+1)

Pista: 

Partenza: 2 555 m s.l.m.

Arrivo: 2 105 m s.l.m.

Dislivello: 450 m

Tracciatore: Franz Heinzer

#### Slalom gigante
| Pos. | Atleta           | Nazione  | Tempo   |
| ---- | ---------------- | -------- | ------- |
| 1    | Justin Murisier  | Svizzera | 1:57,16 |
| 2    | Sandro Jenal     | Svizzera | 1:57,19 |
| 3    | Loïc Meillard    | Svizzera | 1:57,44 |
| 4    | Gino Caviezel    | Svizzera | 1:57,51 |
| 5    | Thomas Tumler    | Svizzera | 1:57,57 |
| 6    | Amaury Genoud    | Svizzera | 1:57,65 |
| 7    | Daniel Meier     | Austria  | 1:57,67 |
| 8    | Andrea Ballerin  | Italia   | 1:57,84 |
| 9    | Daniele Sette    | Svizzera | 1:58,29 |
| 10   | Mattias Rönngren | Svezia   | 1:58,44 |

Data: 23 marzo

Località: Veysonnaz

1ª manche:

Ore: 9.00 (UTC+1)

Pista: 

Partenza: 2 090 m s.l.m.

Arrivo: 1 490 m s.l.m.

Dislivello: 600 m

Tracciatore: Jörg Roten
2ª manche:

Ore: 11.30 (UTC+1)

Pista: 

Partenza: 2 090 m s.l.m.

Arrivo: 1 490 m s.l.m.

Dislivello: 600 m

Tracciatore: Helmut Krug

#### Slalom speciale
| Pos. | Atleta            | Nazione  | Tempo   |
| ---- | ----------------- | -------- | ------- |
| 1    | Daniel Yule       | Svizzera | 1:40,70 |
| 2    | Ramon Zenhäusern  | Svizzera | 1:41,31 |
| 3    | Stefan Luitz      | Germania | 1:41,33 |
| 4    | Justin Murisier   | Svizzera | 1:41,59 |
| 5    | Johannes Strolz   | Austria  | 1:41,61 |
| 6    | Marc Rochat       | Svizzera | 1:41,96 |
| 7    | Andrea Ballerin   | Italia   | 1:42,11 |
| 8    | Loïc Meillard     | Svizzera | 1:42,14 |
| 9    | Noel von Grünigen | Svizzera | 1:43,14 |
| 10   | Anthony Bonvin    | Svizzera | 1:43,25 |

Data: 24 marzo

Località: Veysonnaz

1ª manche:

Ore: 9.00 (UTC+1)

Pista: 

Partenza: 2 675 m s.l.m.

Arrivo: 1 490 m s.l.m.

Dislivello: 185 m

Tracciatore: Matteo Joris
2ª manche:

Ore: 11.30 (UTC+1)

Pista: 

Partenza: 2 675 m s.l.m.

Arrivo: 1 490 m s.l.m.

Dislivello: 185 m

Tracciatore: Osi Inglin

#### Combinata
| Pos. | Atleta         | Nazione   | Tempo   |
| ---- | -------------- | --------- | ------- |
| 1    | Loïc Meillard  | Svizzera  | 1:53,01 |
| 2    | Kryštof Krýzl  | Rep. Ceca | 1:53,23 |
| 3    | Lars Kuonen    | Svizzera  | 1:53,47 |
| 4    | Marco Odermatt | Svizzera  | 1:54,14 |
| 5    | Pierre Bugnard | Svizzera  | 1:54,41 |
| 6    | Ian Gut        | Svizzera  | 1:54,48 |
| 7    | Nicolò Cerbo   | Italia    | 1:54,67 |
| 8    | Marc Pfister   | Svizzera  | 1:54,73 |
| 9    | Alexander Köll | Svezia    | 1:54,79 |
| 10   | Bruno Steiner  | Svizzera  | 1:54,89 |

Data: 13 aprile

Località: Davos

1ª manche:

Ore: 

Pista: 

Partenza: 2 555 m s.l.m.

Arrivo: 2 105 m s.l.m.

Dislivello: 450 m

Tracciatore: Franz Heinzer
2ª manche:

Ore: 

Pista: 

Partenza: 

Arrivo: 

Dislivello: 

Tracciatore: Erich Schmidiger

#### Slalom parallelo
La gara, originariamente in programma il 23 marzo a Veysonnaz, è stata annullata.

### Donne

#### Discesa libera
| Pos. | Atleta            | Nazione  | Tempo   |
| ---- | ----------------- | -------- | ------- |
| 1    | Fabienne Suter    | Svizzera | 1:29,31 |
| 2    | Denise Feierabend | Svizzera | 1:30,46 |
| 3    | Corinne Suter     | Svizzera | 1:30,76 |
| 4    | Wendy Holdener    | Svizzera | 1:30,91 |
| 5    | Joana Hählen      | Svizzera | 1:31,47 |
| 6    | Michelle Gisin    | Svizzera | 1:31,48 |
| 7    | Beatrice Scalvedi | Svizzera | 1:31,64 |
| 8    | Priska Nufer      | Svizzera | 1:32,41 |
| 9    | Marie Monney      | Svizzera | 1:33,41 |
| 10   | Medea Grand       | Svizzera | 1:33,45 |

Data: 4 aprile

Località: Veysonnaz

Ore: 8.30 (UTC+1)

Pista: 

Partenza: 2 290 m s.l.m.

Arrivo: 1 690 m s.l.m.

Dislivello: 600 m

Tracciatore: Bertrand Dubuis

#### Supergigante
| Pos. | Atleta            | Nazione   | Tempo   |
| ---- | ----------------- | --------- | ------- |
| 1    | Nina Ortlieb      | Austria   | 0:58,94 |
| 2    | Denise Feierabend | Svizzera  | 0:58,98 |
| 3    | Ester Ledecká     | Rep. Ceca | 0:59,18 |
| 4    | Beatrice Scalvedi | Svizzera  | 0:59,36 |
| 5    | Rahel Kopp        | Svizzera  | 0:59,59 |
| 6    | Priska Nufer      | Svizzera  | 0:59,68 |
| 7    | Joana Hählen      | Svizzera  | 0:59,79 |
| 8    | Michelle Gisin    | Svizzera  | 0:59,83 |
| 9    | Jasmina Suter     | Svizzera  | 0:59,84 |
| 10   | Mélanie Meillard  | Svizzera  | 1:00,04 |

Data: 9 aprile

Località: Zinal

Ore: 9.00 (UTC+1)

Pista: 

Partenza: 2 870 m s.l.m.

Arrivo: 2 450 m s.l.m.

Dislivello: 420 m

Tracciatore: Ulisse Delea

#### Slalom gigante
| Pos. | Atleta            | Nazione     | Tempo   |
| ---- | ----------------- | ----------- | ------- |
| 1    | Aline Danioth     | Svizzera    | 2:11,18 |
| 2    | Wendy Holdener    | Svizzera    | 2:11,48 |
| 3    | Vanessa Kasper    | Svizzera    | 2:11,92 |
| 4    | Marie Massios     | Francia     | 2:12,11 |
| 5    | Mélanie Meillard  | Svizzera    | 2:12,57 |
| 6    | Camille Rast      | Svizzera    | 2:12,63 |
| 7    | Corinne Suter     | Svizzera    | 2:12,84 |
| 8    | Elena Stoffel     | Svizzera    | 2:12,86 |
| 9    | Denise Feierabend | Svizzera    | 2:12,88 |
| 10   | Adriana Jelínková | Paesi Bassi | 2:13,23 |

Data: 21 marzo

Località: Haute-Nendaz

1ª manche:

Ore:

Pista: 

Partenza: 2 250 m s.l.m.

Arrivo: 1 900 m s.l.m.

Dislivello: 350 m

Tracciatore: Ivano Nesa
2ª manche:

Ore:

Pista: 

Partenza: 2 250 m s.l.m.

Arrivo: 1 900 m s.l.m.

Dislivello: 350 m

Tracciatore: Mario Häni

#### Slalom speciale
| Pos. | Atleta           | Nazione  | Tempo   |
| ---- | ---------------- | -------- | ------- |
| 1    | Wendy Holdener   | Svizzera | 1:45,88 |
| 2    | Aline Danioth    | Svizzera | 1:46,74 |
| 3    | Michelle Gisin   | Svizzera | 1:47,00 |
| 4    | Mélanie Meillard | Svizzera | 1:47,13 |
| 5    | Rahel Kopp       | Svizzera | 1:47,73 |
| 6    | Vanessa Kasper   | Svizzera | 1:48,36 |
| 7    | Nadja Vogel      | Svizzera | 1:48,56 |
| 8    | Michelle Basler  | Svizzera | 1:49,77 |
| 9    | Camille Rast     | Svizzera | 1:50,00 |
| 10   | Carole Bissig    | Svizzera | 1:50,01 |

Data: 22 marzo

Località: Haute-Nendaz 

1ª manche:

Ore: 

Pista: 

Partenza: 2 078 m s.l.m.

Arrivo: 1 900 m s.l.m.

Dislivello: 178 m

Tracciatore: Alois Prenn
2ª manche:

Ore: 

Pista: 

Partenza: 2 078 m s.l.m.

Arrivo: 1 900 m s.l.m.

Dislivello: 178 m

Tracciatore: Christian Brüsch

#### Combinata
| Pos. | Atleta            | Nazione   | Tempo   |
| ---- | ----------------- | --------- | ------- |
| 1    | Rahel Kopp        | Svizzera  | 1:48,57 |
| 2    | Michelle Gisin    | Svizzera  | 1:48,69 |
| 3    | Mélanie Meillard  | Svizzera  | 1:48,70 |
| 4    | Denise Feierabend | Svizzera  | 1:49,52 |
| 5    | Aline Danioth     | Svizzera  | 1:50,13 |
| 6    | Ester Ledecká     | Rep. Ceca | 1:50,77 |
| 7    | Luana Flütsch     | Svizzera  | 1:51,18 |
| 8    | Thea Waldleben    | Svizzera  | 1:51,43 |
| 9    | Carole Bissig     | Svizzera  | 1:51,53 |
| 10   | Nicole Good       | Svizzera  | 1:51,77 |

Data: 9 aprile

Località: Zinal

1ª manche:

Ore: 11.00 (UTC+1)

Pista: 

Partenza: 2 870 m s.l.m.

Arrivo: 2 450 m s.l.m.

Dislivello: 420 m

Tracciatore: Roland Platzer
2ª manche:

Ore: 13.00 (UTC+1)

Pista: 

Partenza: 

Arrivo: 

Dislivello: 

Tracciatore: Werner Zurbuchen

#### Slalom parallelo
La gara, originariamente in programma il 23 marzo a Veysonnaz, è stata annullata.